# Eugène Minkowski
Eugène Minkowski (* 17. April 1885 in Sankt Petersburg; † 17. November 1972 in Paris) war ein russisch-französischer Psychiater und Philosoph.

## Leben und Werk
Eugène Minkowski war ein Enkel eines Rabbiners aus Minsk und ein Sohn des Kaufmanns und Bankiers August Minkowski (1849–1942), und dessen Frau Tekla, geborene Lichtenbaum. Eugène war ein Bruder von Mieczyslaw und Paweł sowie dem Oberstleutnant der polnischen Infanterie Anatol Witold Minkowski (1892–1939). Anatol und Paweł konvertierten später zum Katholizismus. Die Eltern starben 1942 im Ghetto in Otwock.
Eugène Minkowski ging in Warschau zur Schule und studierte dort seit 1903 Medizin. Nach Beteiligung an der Russischen Revolution von 1905 setzte er sein Studium an der Universität München fort und schloss es dort mit seiner Promotion ab. Als Arzt praktizierte er aber dann zunächst in Kasan. Über seine Frau Françoise Minkowska kam er in Kontakt mit der Psychiatrie. Im Ersten Weltkrieg meldete er sich freiwillig zur französischen Armee und kämpfte in Verdun, an der Somme und an der Aisne. Während des Zweiten Weltkriegs wurde er als Jude verfolgt und überlebte in der Illegalität. In dieser Zeit engagierte er sich u. a. in der Kinderhilfsorganisation Œuvre de secours aux enfants. Nach dem Krieg ließ er sich als Psychiater in Paris nieder. Im Auftrag der United Restitution Organization erstellte er psychiatrische Gutachten zu Wiedergutmachungsanträgen verfolgter Juden.
Besonders wichtig sind Minkowskis Beiträge zur theoretischen Erforschung der Schizophrenie. Beeinflusst war er zunächst vor allem von dem Philosophen Henri Bergson und Max Scheler und dem Psychiater Eugen Bleuler. Er versuchte, philosophische und klinische Erkenntnisse zusammenzubringen. Zunehmend integrierte er auch phänomenologische Ideen in seine Arbeiten.
Sein Enkel ist der französische Dirigent und Opernleiter Marc Minkowski.

## Schriften (Auswahl)
- La schizophrénie. Payot, Paris 1927.
- Le Temps vécu, études phénoménologiques et psychopathologiques. Payot, Paris 1933 (Rezension der deutschen Übersetzung durch Otto Friedrich Bollnow)
- Vers une cosmologie (1936)
- Traité de psychopathologie (1966)